# Nombre de Liouville
En teoria de nombres, un nombre de Liouville és un nombre real x amb la propietat que, per a qualsevol enter positiu n, existeixen altres dos sencers p i q tals que q > 1 i que també satisfan: 
{\displaystyle 0<\left|x-{\frac {p}{q}}\right|<{\frac {1}{q^{n}}}.}
Gràcies a les fraccions contínues sabem que tot nombre real pot aproximar-se per infinits racionals p/q que verifiquen 0 < |x − p/q| < 1/q². Els nombres de Liouville són aquells pels quals el 2 en l'exponent de q pot ser canviat per qualsevol natural n, o siga que d'alguna manera són els «millor aproximats» per racionals.

## Algunes propietats
- Tot nombre de Liouville és irracional.
- Els nombres de Liouville són transcendents.
- El conjunt de nombres de Liouville té mesura de Lebesgue zero.
- El conjunt de nombres de Liouville pot obtenir-se com una intersecció numerable d'oberts densos en ℝ.[1] Com a conseqüència d'això (utilitzant el teorema de Baire i que els reals formen un espai mètric complet) es deduix que aquest conjunt és no numerable i dens en els reals.

## Constant de Liouville
L'exemple més conegut de nombre de Liouville és el que es denomina «constant de Liouville», definida com:
{\displaystyle {\sum _{k=1}^{\infty }}10^{-k!}=0,110001000000000000000001000\ldots }
en el qual cada dígit decimal és igual a {\displaystyle 1} si està en la posició {\displaystyle k!} i és igual a {\displaystyle 0} en cas contrari.
Aquest va ser el primer nombre que va poder demostrar-se que és transcendent, prova deguda a Joseph Liouville (1850).